# Renan Baleeiro
Renan Rodrigues Baleeiro (Salvador, 21 de outubro de 1930 – 12 de janeiro de 2014) foi um político e conselheiro brasileiro.

## Biografia
Graduou-se em Direito pela Universidade Federal da Bahia (UFBA) no ano de 1953. Obteve o Doutorado em Ciências Sociais, também pela UFBA, no ano de 1958.
No plano acadêmico, ele foi professor de Direito Comercial da Escola de Administração da UFBA (1962-1970). Em seguida, foi professor da Faculdade de Direito da UFBA e, posteriormente, foi professor de Ciência Política da Universidade Católica do Salvador (UCSAL).
Ocupou diversos cargos públicos, principalmente durante a Ditadura Militar, tendo sido sub-chefe da Casa Civil da Presidência da República, no ano de 1964, durante o Governo do Marechal Castelo Branco, também foi presidente do Instituto do Cacau da Bahia (1967-1969). Foi, ainda, diretor superintendente do Baneb (Banco do Estado da Bahia) (1969-1970); presidente do Bandeb (Banco de Desenvolvimento do Estado da Bahia, hoje Desenbahia), no governo de Luís Viana Filho (1970-1972); presidente do Baneb (1972-1974); secretário da Agricultura da Bahia (1979-1981), durante o segundo governo de Antônio Carlos Magalhães; prefeito de Salvador (1981-1983) e presidente do Tribunal de Contas do Estado da Bahia (1988-1989).
Exerceu o mandato de deputado estadual na Assembléia Legislativa do Estado da Bahia (AL-BA) pela Aliança Renovadora Nacional (ARENA), entre 1975 a 1979, tendo sido líder da maioria na AL-BA entre 1975-1976.
Faleceu em Salvador no dia 12 de janeiro de 2014.

## Principais obras
- BALEEIRO, Renan. Notas de ver e ouvir: (texto conforme gravação feita em 23-11-94). Belo Horizonte, MG: Nova Alvorada, 1995. (livro)
- BALEEIRO, Renan; BALEEIRO, Jayme. "O Princípio da Eficiência e os Tribunais de Contas". In: Os Tribunais de Contas e as Reformas Constitucionais: quatro estudos. Salvador: Tribunal de Contas do Estado da Bahia, 1999. (capítulo de livro)

## Condecorações e homenagens
- Mérito Judiciário - Tribunal de Justiça do Estado da Bahia (1992);
- Mérito Judiciário do Trabalho - Tribunal Superior do Trabalho;
- Medalha Ruy Barbosa - Tribunal de Contas do Estado da Bahia;
- Medalha "José Maria Alkimin" - Tribunal de Contas do Estado de Minas Gerais (1977).

## Homenagens
Um colégio estadual situado no bairro de Águas Claras, no Município de Salvador, recebeu seu nome, chamando-se Colégio Estadual Renan Baleeiro.
Um condomínio residencial situado no bairro do Cabula, também em Salvador, foi nomeado Condomínio Renan Baleeiro.